# Amin Omar
Amin Mohamed Omar (Egipto - ) es un árbitro de fútbol egipcio internacional desde 2017 y arbitra en la Premier League de Egipto.  En 2019, fue seleccionado para oficiar en la Copa Mundial Sub-17 de la FIFA 2019 en Brasil.

## Torneos de selecciones
Ha arbitrado en los siguientes torneos de selecciones nacionales:
- Copa Africana de Naciones Sub-20 2019 en Níger
- Copa Africana de Naciones 2019 en Egipto
- Copa Mundial de Fútbol Sub-17 de 2019 en Brasil[2][3]

## Torneos de clubes
Ha arbitrado en los siguientes torneos de internacionales de clubes durante varios años:
- Copa Confederación de la CAF